# 0의 홀짝성

저울판에 두 개의 동일한 그룹으로 나뉜 0이라는 물체가 있다.

수학에서 0의 홀짝성은 짝수이다. 즉, 0은 짝수이며, 짝수 혹은 홀수인 정수의 특성을 가진 0의 홀짝성은 짝수이다. 이는 "짝수"의 정의로 쉽게 검증할 수 있다. 짝수는 2의 배수이며, 분명히 0 × 2처럼 나타난다. 따라서, 0은 짝수의 특징이 되는 모든 특성들을 공유한다. 예로 들어, 0은 홀수 사이에 끼어있으며, 10진수 표기의 마지막 자리에 0이 있으면 그 10진수의 홀짝성 역시 같은 홀짝성을 갖는다. 10이 짝수이기 때문에, 0도 짝수가 될 것이며, 만약 y가 짝수라면 y + x는 x와 같은 홀짝성을 가질 것이다. 이 때 0 + x도 그처럼 x와 같은 홀짝성을 갖게 된다.
0은 또한 다른 짝수의 패턴을 닮는다. 짝수 - 짝수 = 짝수와 같이 산수의 홀짝성 규칙은 0이 짝수여야 함을 말해준다. 정수 덧셈군의 부분군인 짝수 정수들의 집합에서 0은 덧셈에 대한 항등원이 되고, 0을 시작으로 다른 짝수 자연수들이 재귀적으로 정의된다. 그래프 이론부터 계산기하학까지 이 재귀의 응용은 0이 짝수라는 점에 의존하고 있다. 0은 2로 나눌 수 있을 뿐만 아니라, 어떤 2의 거듭제곱에 대해서도 나눌 수 있다. 이런 관점에서 보면, 0은 그 어떤 수 중에서도 가장 짝수같다.
0의 홀짝성은 일반 대중들에게 혼동이 올 수 있다. 심리시간 분석법(Mental Chronometry)에서는, 대부분의 사람들이 0을 짝수라 인식하는 시간이 2, 4, 6, 8보다 더 느리다. 일부 수학과 학생들이나 교사들은 0을 홀수라 생각하거나, 짝수이면서 홀수, 혹은 그 둘도 아니라고 생각한다. 수학 교육 연구자들은 이런 오해가 학습 기회가 될 수 있다고 주장한다. 0 × 2 = 0와 같은 등식을 공부하는 것은 0이 수이고 산수를 사용한다는 것에 대한 학생들의 의구심을 다룰 수 있다. 학급 토론은 학생들에게 정의의 중요성과 같이 수학적 추론의 기본적인 원칙을 인식시키게 할 수 있다. 이런 예외적인 숫자의 홀짝성을 평가하는 것은 수학에는 만연한 주제이며, 초기의 예시가 될 수 있다. 즉, 익숙하지 않은 곳에 익숙한 개념을 가져오는 것이다.

## 0이 짝수인 이유
"짝수"의 기본적인 정의가 0이 짝수임을 직관적으로 입증하는데 쓰일 수 있다. 만약 어떤 정수가 2의 배수라면, 그 수는 "짝수"이다. 예로 들어, 10이 짝수인 이유는 5 × 2와 같기 때문이다. 같은 방식으로, 0은 0 × 2처럼 표현할 수 있는 2의 배수이므로 0은 짝수이다.
공식적인 정의를 참고하지 않더라도 왜 0이 짝수인지 설명이 가능하다. 다음에 이어지는 설명들은 0이 기초적인 수의 개념 측면에서 짝수가 타당하다는 것을 보여준다. 이를 토대로, 그 스스로 정의에 대한, 그리고 0에 대한 응용의 근거가 된다.

### 기본 설명

0개의 물체가 있는 상자에는 (빨간색으로 표시된) 남은 물체가 없다.

물체의 집합이 주어졌을 때, 수를 이용해 얼마나 많은 물체가 집합 내에 있는지 세본다. 0은 아무 물체도 없음을 센 것이며, 더 공식적인 문장으로는 공집합 내의 물체의 개수를 말한다. 홀짝성의 개념은 두 물체의 쌍을 이루는데 사용된다. 만약 집합 내의 물체들을 모두 한 쌍씩 묶은 뒤 남은 물체가 없다면, 물체의 개수는 짝수가 된다. 모두 한 쌍씩 묶은 뒤 물체가 남는다면, 물체의 개수는 홀수가 된다. 공집합은 0개의 쌍을 포함하고 있으며, 남은 물체가 없으므로 0은 짝수가 된다.
이러한 생각은 한 쌍을 이루는 물체들을 그리는 방법으로 이해할 수 있다. 0개의 쌍을 표현하거나 남은 물체의 부재를 강조하기는 어렵기 때문에, 물체의 개수가 다른 경우를 그려보고 0과 비교해보는 것이 도움이 된다. 5개의 물체가 있는 그룹에는, 두 쌍이 있다. 더 중요한 것은, 남은 물체가 있기 때문에 5는 홀수이다. 4개의 물체가 있는 그룹에는, 남은 물체가 없으므로 4는 짝수이다. 하나의 물체만 있는 그룹에는 쌍이 없지만 남은 물체가 있으므로 1은 홀수이다. 0개의 물체가 있는 그룹에는, 남은 물체가 없으므로 0은 짝수이다.
짝수를 보이기 위한 또 다른 구체적인 정의가 존재한다. 만약 집합 내의 물체를 동등한 개수를 가진 두 그룹으로 나눌 수 있다면, 물체의 개수는 짝수이다. 이 정의는 처음에 주장했던 바와 동등하다. 역시 0은 짝수인데, 왜냐하면 공집합은 물체의 개수가 0인 두 집합으로 각각 나뉠 수 있기 때문이다.
수는 수직선 위의 점으로 표현할 수 있다. 짝수와 홀수를 각각 다르게 표시해놓는다면, 그 패턴이 명확하게 보이게 된다. 특히 음수도 포함한다면 다음과 같이 수직선을 그릴 수 있다.

짝수와 홀수는 교차한다. 어떤 짝수에서부터 시작해서, 다른 짝수로 넘어가기 위해 2씩 올리거나 내려가다 보면, 0을 건너뛸 아무런 이유가 없다.
곱을 도입으로 산술적인 표현을 사용하면, 홀짝성을 더 공식적인 방법으로 설명할 수 있다. 모든 정수는 (2 × ▢) + 0이나 (2 × ▢) + 1의 형태를 갖는다. 이 때 전자는 짝수고 후자는 홀수이다. 예를 들어, 1은 홀수인데 그 이유는 1 = (2 × 0) + 1로 표현할 수 있기 때문이다. 또한 0은 짝수인데, 0 = (2 × 0) + 0이기 때문이다. 이러한 사실을 표로 만들어 확인해보면, 위 수직선 그림의 내용을 뒷받침한다.

### 홀짝성을 정의하기
"짝수"가 "2의 정수 곱"으로 정의하는 것처럼, 수학적인 말로 된 정확한 정의는 궁극적으로 관습이다. "짝수"와는 달리, 일부 수학적인 문장은 의도적으로 자명성을 갖거나 퇴화된 경우를 제외하고 설명한다. 소수가 유명한 예시이다. 20세기 이전, 소수성에 대한 정의는 일관적이지 않았으며, 골드바흐, 람베르트, 르장드르, 케일리, 크로네커와 같은 수학자들은 1을 소수라고 칭했다. 소수의 현대적인 정의는 "정확히 2개의 약수를 가진 양의 정수"이며, 1은 소수가 아니다. 소수를 다루는 수학적 정리에 이 정의가 더 자연스럽게 부합하다는 것을 관찰하게 되면서 합리화되었다.
동일하게, "짝수"라는 용어에 0을 더 이상 포함하지 않도록 재정의하는 것도 가능하다. 하지만, 이렇게 새로운 정의를 만든다면 짝수를 다루는 정리들을 설명하기가 훨씬 어려워진다. 홀수와 짝수의 정의에서 그 효과를 볼 수 있다. 이들과 가장 연관 있는 규칙들은 덧셈, 뺄셈, 곱셈을 다룬다.
짝수 ± 짝수 = 짝수
홀수 ± 홀수 = 짝수
짝수 × 홀수 = 짝수
짝수 × 짝수 = 짝수
이러한 규칙의 좌변에 적절한 수를 집어 넣으면, 오른쪽을 0으로 만들 수 있다.
2 − 2 = 0
−3 + 3 = 0
4 × 0 = 0
그러므로, 위 규칙은 0이 짝수가 아니었다면 정확하지 않다고 봐야할 것이다. 그러나 규칙의 수정이 필요할 뿐이다. 예로 들어, 어떤 시험 공부 가이드는 짝수를 2의 정수 곱으로 정했지만, 0은 "짝수도 아니고 홀수도 아니"라고 한다. 이에 맞춰, 짝수와 홀수에 대한 가이드의 규칙은 예외를 담고 있다.
짝수 ± 짝수 = 짝수 (혹은 0)
홀수 ± 홀수 = 짝수 (혹은 0)
짝수 × 0이 아닌 정수 = 짝수
짝수의 정의에서 0을 예외로 치는 것은 짝수에 대한 규칙에서 0을 예외로 정하도록 강제한다. 또 다른 관점에서 보면, 양의 짝수로 지배된 규칙을 적용하고 정수에 대해서 유지하기를 요구하는 것은 일반적인 정의와 0의 짝수성을 강제한다.

## 수학적 맥락
정수론의 수많은 결과들은 산술의 기본 정리와 짝수의 대수적인 특성들을 불러오기 때문에, 위에서 결정한 내용이 지대한 영향을 끼치게 된다. 예로 들어, 양수는 특별한 소인수분해를 갖는다는 사실은 그 수가 짝수 혹은 홀수 개의 고유한 소인수를 갖고있는 지 정할 수 있다는 것을 의미한다. 1은 소수가 아니며, 소인수를 갖고있지 않기 때문에, 1은 0개의 고유 소수를 곱한 값이다. 따라서 0은 짝수이며, 1은 짝수 개의 고유 소인수를 가지고 있다. 이는 뫼비우스 함수가 μ(1) = 1이라는 값을 취한다는 것을 암시하는데, 뫼비우스 함수가 곱셈적 함수가 되기 위해서, 그리고 뫼비우스 반전 공식이 잘 성립되기 위해서 필요하다.

### 홀수가 아님
어떤 수 n에 대해, n = 2k + 1같이 표현 가능한 정수 k가 존재한다면 n은 홀수이다. 0이 홀수가 아님을 입증하는 한가지 방식은 귀류법을 이용하는 것이다. 만약 0 = 2k + 1이라 하자. 그렇다면 k = −1/2가 되는데, 가정했던 것과는 달리 k는 정수가 아니다. 0이 홀수가 아니기 때문에, 만약 알려지지 않은 수가 홀수로 밝혀졌다면, 0이 될 수 없음을 말해준다. 분명하게 자명한 관찰은 왜 홀수가 0이 아닌 수인지 편리하게 설명하는 증명이 된다.

이 그래프에서, 6개의 꼭짓점의 차수를 모두 더한 값은 2 + 3 + 2 + 3 + 3 + 1 = 14이며, 변의 개수인 7의 2배가 된다.

그래프 이론의 대표적인 결과는 홀수 차수의 그래프(즉, 홀수 개의 꼭짓점을 가지는 그래프)는 항상 짝수 차수인 꼭짓점 (꼭짓점과 연결된 변의 개수가 짝수 개인 꼭짓점)을 최소 하나 이상 갖고 있다는 것을 보여준다. (이러한 서술은 그 자체만으로도 0이 짝수여야 한다는 것을 필요로 하는데, 무변 그래프는 짝수 차수의 그래프이며, 각 고립 정점 (Isolated vertex)의 차수는 짝수이다.) 어떤 홀수 차수의 그래프는 홀수 개의 짝수 차수 꼭짓점을 가지고 있다. 이 홀수의 특성은 훨씬 더 전형적인 결과로 설명되는데, 악수 보조정리(Handshaking lemma)로 알려져있다. 이 보조정리에 따르면, 어떤 그래프든 짝수 개의 홀수 차수 꼭짓점을 갖는다. 최종적으로, 짝수 개의 홀수 차수 꼭짓점들은 자연스럽게 차수 합 공식 (Degree sum formula)에 의해 설명된다.
- 어떤 그래프가 꼭짓점 집합 V와 변 집합 E를 가질 때 그래프 {\displaystyle G=(V,E)}라고 하자. 이 때 꼭짓점 집합 내의 어떤 꼭짓점 원소를 v라 한다면 차수 합 공식은 다음과 같다.

{\displaystyle \sum _{v\in V}deg(v)=2|E|}
즉, 각 꼭짓점의 차수를 모두 더한 값은 변 개수의 2배가 된다.

### 짝수-홀수 교차

자연수 홀짝성의 재귀적 정의

짝수와 홀수가 교차한다는 사실과 함께 0이 짝수라는 사실은 나머지 모든 자연수의 홀짝성을 정하기에 충분하다. 이 개념은 짝수인 자연수 집합의 재귀적 정의로 공식화할 수 있다.
- 0은 짝수이다.
- 오직 (n + 1)이 짝수일 때만 n은 짝수가 아니다.

Point in polygon test

이 정의는 0과 다음수(Successor)라는, 자연수에 대해 최소한의 기초만 의존하는 개념적인 이점을 가지고 있어 LF(Logical framework)와 자동 정리 증명 프로그램 이사벨 같은 컴퓨터 논리 시스템에 유용하다. 이런 정의와 함께, 0의 짝수성은 정리가 아닌 공리가 된다. 게다가, "0은 짝수이다"는 짝수 자연수를 대상으로 한 페아노 공리계의 하나로 해석될 수도 있다. 비슷한 설계는 홀짝성의 정의를 초한 순서수까지 확장시킨다. 즉, 0을 포함한 모든 극한 순서수는 짝수이며, 짝수 순서수의 다음 수는 홀수이다.
계산기하학의 포인트 인 폴리곤 (PIP) 검사는 위의 아이디어를 응용한다. 어떤 점이 다각형 내에 있는지 판단하기 위해, 어떤 점에서부터 반직선을 놓고 다각형의 변과 반직선이 만나는 경우를 센다. 오직 다각형의 변과 반직선이 만난 횟수가 짝수일 때만 그 점은 다각형 밖에 있다. 만약 반직선이 다각형과 만나지 않는다면, 만난 횟수는 짝수인 0이고, 점은 다각형의 바깥에 있으므로 0인 경우에도 이 알고리즘은 동작한다. 반직선이 다각형과 엇갈릴 때마다, 만나는 횟수도 짝수와 홀수 사이를 교차하고, 반직선의 끝 부분은 외부와 내부 사이를 왔다갔다한다.

## 수의 인식

0의 구분을 보여주는 실험 데이터의 통계 분석. 이 최소 공간 분석 (Smallest space analysis)에서, 데이터의 군집화만 의미가 있으며 축은 임의적으로 설정되었다.

0을 짝수라 믿는 성인이라 하더라도 심리시간 실험에서 측정 가능할 정도로 0이 짝수라는 인식이 느린 만큼 친숙하지 않을 수 있다. 수 인지(Numerical cognition) 학문의 개척자 스타니슬라스 데하네는 1990년 초 이러한 실험을 시리즈로 이끌었다. 실험 대상자에게 숫자를 모니터 상으로 보여준 뒤, 컴퓨터는 실험 대상자가 그 숫자가 홀수인지 혹은 짝수인지 식별하기 위해 두 버튼 중 하나를 누르는 시간을 측정한다. 결과는 0을 인식하는데는 다른 짝수보다 더 느리다는 것을 보여줬다. 다른 실험 변형에서는, 작은 차이지만 눈에 띄는 60 밀리초 또는 평균 10%의 반응 속도 정도로 느린 지연을 보여주었다.

## 참고 문헌
- Anderson, Ian (2001), 《A First Course in Discrete Mathematics》, London: Springer, ISBN 978-1-85233-236-5
- Anderson, Marlow; Feil, Todd (2005), 《A First Course in Abstract Algebra: Rings, Groups, And Fields》, London: CRC Press, ISBN 978-1-58488-515-3
- Andrews, Edna (1990), 《Markedness Theory: the union of asymmetry and semiosis in language》, Durham: Duke University Press, ISBN 978-0-8223-0959-8
- Arnold, C. L. (January 1919), “The Number Zero”, 《The Ohio Educational Monthly》 68 (1): 21–22, 2010년 4월 11일에 확인함
- Arsham, Hossein (January 2002), “Zero in Four Dimensions: Historical, Psychological, Cultural, and Logical Perspectives”, 《The Pantaneto Forum》, 2007년 9월 25일에 원본 문서에서 보존된 문서, 2007년 9월 24일에 확인함
- Ball, Deborah Loewenberg; Hill, Heather C.; Bass, Hyman (2005), “Knowing Mathematics for Teaching: Who Knows Mathematics Well Enough To Teach Third Grade, and How Can We Decide?”, 《American Educator》, hdl:2027.42/65072
- Ball, Deborah Loewenberg; Lewis, Jennifer; Thames, Mark Hoover (2008), “Making mathematics work in school” (PDF), 《Journal for Research in Mathematics Education》 M14: 13–44 and 195–200, 2010년 3월 4일에 확인함
- Barbeau, Edward Joseph (2003), 《Polynomials》, Springer, ISBN 978-0-387-40627-5
- Baroody, Arthur; Coslick, Ronald (1998), 《Fostering Children's Mathematical Power: An Investigative Approach to K-8》, Lawrence Erlbaum Associates, ISBN 978-0-8058-3105-4
- Berlinghoff, William P.; Grant, Kerry E.; Skrien, Dale (2001), 《A Mathematics Sampler: Topics for the Liberal Arts》 5 rev.판, Rowman & Littlefield, ISBN 978-0-7425-0202-4
- Border, Kim C. (1985), 《Fixed Point Theorems with Applications to Economics and Game Theory》, Cambridge University Press, ISBN 978-0-521-38808-5
- Brisman, Andrew (2004), 《Mensa Guide to Casino Gambling: Winning Ways》, Sterling, ISBN 978-1-4027-1300-2
- Bunch, Bryan H. (1982), 《Mathematical Fallacies and Paradoxes》, Van Nostrand Reinhold, ISBN 978-0-442-24905-2
- Caldwell, Chris K.; Xiong, Yeng (2012년 12월 27일), “What is the Smallest Prime?”, 《Journal of Integer Sequences》 15 (9), arXiv:1209.2007, Bibcode:2012arXiv1209.2007C
- Column 8 readers (2006년 3월 10일), “Column 8”, 《The Sydney Morning Herald》 Fir판, 18쪽, Factiva SMHH000020060309e23a00049
- Column 8 readers (2006년 3월 16일), “Column 8”, 《The Sydney Morning Herald》 Fir판, 20쪽, Factiva SMHH000020060315e23g0004z
- Crumpacker, Bunny (2007), 《Perfect Figures: The Lore of Numbers and How We Learned to Count》, Macmillan, ISBN 978-0-312-36005-4
- Cutler, Thomas J. (2008), 《The Bluejacket's Manual: United States Navy》 Centennial판, Naval Institute Press, ISBN 978-1-55750-221-6
- Dehaene, Stanislas; Bossini, Serge; Giraux, Pascal (1993), “The mental representation of parity and numerical magnitude” (PDF), 《Journal of Experimental Psychology: General》 122 (3): 371–396, doi:10.1037/0096-3445.122.3.371, 2011년 7월 19일에 원본 문서 (PDF)에서 보존된 문서, 2007년 9월 13일에 확인함
- Devlin, Keith (April 1985), “The golden age of mathematics”, 《New Scientist》 106 (1452)
- Diagram Group (1983), 《The Official World Encyclopedia of Sports and Games》, Paddington Press, ISBN 978-0-448-22202-8
- Dickerson, David S; Pitman, Damien J (July 2012),  Tai-Yih Tso, 편집., “Advanced college-level students' categorization and use of mathematical definitions” (PDF), 《Proceedings of the 36th Conference of the International Group for the Psychology of Mathematics Education》 2: 187–195
- Dummit, David S.; Foote, Richard M. (1999), 《Abstract Algebra》 2e판, New York: Wiley, ISBN 978-0-471-36857-1
- Educational Testing Service (2009), 《Mathematical Conventions for the Quantitative Reasoning Measure of the GRE® revised General Test》 (PDF), Educational Testing Service, 2011년 9월 6일에 확인함
- Freudenthal, H. (1983), 《Didactical phenomenology of mathematical structures》, Dordrecht, The Netherlands: Reidel
- Frobisher, Len (1999), 〈Primary School Children's Knowledge of Odd and Even Numbers〉,   Anthony Orton, 《Pattern in the Teaching and Learning of Mathematics》, London: Cassell, 31–48쪽
- Gouvêa, Fernando Quadros (1997), 《p-adic numbers: an introduction》 2판, Springer-Verlag, ISBN 978-3-540-62911-5
- Gowers, Timothy (2002), 《Mathematics: A Very Short Introduction》, Oxford University Press, ISBN 978-0-19-285361-5
- Graduate Management Admission Council (September 2005), 《The Official Guide for GMAT Review》 11판, McLean, VA: Graduate Management Admission Council, ISBN 978-0-9765709-0-5
- Grimes, Joseph E. (1975), 《The Thread of Discourse》, Walter de Gruyter, ISBN 978-90-279-3164-1
- Hartsfield, Nora; Ringel, Gerhard (2003), 《Pearls in Graph Theory: A Comprehensive Introduction》, Mineola: Courier Dover, ISBN 978-0-486-43232-8
- Hill, Heather C.; Blunk, Merrie L.; Charalambous, Charalambos Y.; Lewis, Jennifer M.; Phelps, Geoffrey C.; Sleep, Laurie; Ball, Deborah Loewenberg (2008), “Mathematical Knowledge for Teaching and the Mathematical Quality of Instruction: An Exploratory Study”, 《Cognition and Instruction》 26 (4): 430–511, doi:10.1080/07370000802177235
- Hohmann, George (2007년 10월 25일), “Companies let market determine new name”, 《Charleston Daily Mail》, P1C쪽, Factiva CGAZ000020071027e3ap0001l
- Kaplan Staff (2004), 《Kaplan SAT 2400, 2005 Edition》, Simon and Schuster, ISBN 978-0-7432-6035-0
- Keith, Annie (2006), 〈Mathematical Argument in a Second Grade Class: Generating and Justifying Generalized Statements about Odd and Even Numbers〉, 《Teachers Engaged in Research: Inquiry in Mathematics Classrooms, Grades Pre-K-2》, IAP, ISBN 978-1-59311-495-4
- Krantz, Steven George (2001), 《Dictionary of algebra, arithmetic, and trigonometry》, CRC Press, ISBN 978-1-58488-052-3
- Levenson, Esther; Tsamir, Pessia; Tirosh, Dina (2007), “Neither even nor odd: Sixth grade students' dilemmas regarding the parity of zero”, 《The Journal of Mathematical Behavior》 26 (2): 83–95, doi:10.1016/j.jmathb.2007.05.004
- Lichtenberg, Betty Plunkett (November 1972), “Zero is an even number”, 《The Arithmetic Teacher》 19 (7): 535–538, doi:10.5951/AT.19.7.0535
- Lorentz, Richard J. (1994), 《Recursive Algorithms》, Intellect Books, ISBN 978-1-56750-037-0
- Lovas, William; Pfenning, Frank (2008년 1월 22일), “A Bidirectional Refinement Type System for LF”, 《Electronic Notes in Theoretical Computer Science》 196: 113–128, doi:10.1016/j.entcs.2007.09.021
- Lovász, László; Pelikán, József; Vesztergombi, Katalin L. (2003), 《Discrete Mathematics: Elementary and Beyond》, Springer, ISBN 978-0-387-95585-8
- Morgan, Frank (2001년 4월 5일), “Old Coins”, 《Frank Morgan's Math Chat》 (The Mathematical Association of America), 2009년 1월 8일에 원본 문서에서 보존된 문서, 2009년 8월 22일에 확인함
- Nipkow, Tobias; Paulson, Lawrence C.; Wenzel, Markus (2002), 《Isabelle/Hol: A Proof Assistant for Higher-Order Logic》, Springer, ISBN 978-3-540-43376-7
- Nuerk, Hans-Christoph; Iversen, Wiebke; Willmes, Klaus (July 2004), “Notational modulation of the SNARC and the MARC (linguistic markedness of response codes) effect”, 《The Quarterly Journal of Experimental Psychology A》 57 (5): 835–863, doi:10.1080/02724980343000512, PMID 15204120, S2CID 10672272
- Partee, Barbara Hall (1978), 《Fundamentals of Mathematics for Linguistics》, Dordrecht: D. Reidel, ISBN 978-90-277-0809-0
- Penner, Robert C. (1999), 《Discrete Mathematics: Proof Techniques and Mathematical Structures》, River Edje: World Scientific, ISBN 978-981-02-4088-2
- Salzmann, H.; Grundhöfer, T.; Hähl, H.; Löwen, R. (2007), 《The Classical Fields: Structural Features of the Real and Rational Numbers》, Cambridge University Press, ISBN 978-0-521-86516-6
- Siegel, Robert (1999년 11월 19일), “Analysis: Today's date is signified in abbreviations using only odd numbers. 1-1, 1-9, 1-9-9-9. The next time that happens will be more than a thousand years from now.”, 《All Things Considered》 (National Public Radio)
- Smock, Doug (2006년 2월 6일), “The odd bets: Hines Ward vs. Tiger Woods”, 《Charleston Gazette》, P1B쪽, Factiva CGAZ000020060207e226000bh
- Snow, Tony (2001년 2월 23일), “Bubba's fools”, 《Jewish World Review》, 2009년 8월 22일에 확인함
- Sones, Bill; Sones, Rich (2002년 5월 8일), “To hide your age, button your lips”, 《Deseret News》, C07쪽, 2018년 2월 4일에 원본 문서에서 보존된 문서, 2014년 6월 21일에 확인함
- Starr, Ross M. (1997), 《General Equilibrium Theory: An Introduction》, Cambridge University Press, ISBN 978-0-521-56473-1
- Steinberg, Neil (1999년 11월 30일), “Even year, odd facts”, 《Chicago Sun-Times》 5XS판, 50쪽, Factiva chi0000020010826dvbu0119h
- Stewart, Mark Alan (2001), 《30 Days to the GMAT CAT》, Stamford: Thomson, ISBN 978-0-7689-0635-6
- Stingl, Jim (2006년 4월 5일), “01:02:03 04/05/06; We can count on some things in life”, 《Milwaukee Journal Sentinel》 Final판, B1쪽, 2006년 4월 27일에 원본 문서에서 보존된 문서, 2014년 6월 21일에 확인함
- Tabachnikova, Olga M.; Smith, Geoff C. (2000), 《Topics in Group Theory》, London: Springer, ISBN 978-1-85233-235-8
- The Math Forum participants (2000), “A question around zero”, 《Math Forum » Discussions » History » Historia-Matematica》 (Drexel University), 2011년 6월 7일에 원본 문서에서 보존된 문서, 2007년 9월 25일에 확인함
- Turner, Julian (1996년 7월 13일), “Sports Betting – For Lytham Look to the South Pacific”, 《The Guardian》, 23쪽, Factiva grdn000020011017ds7d00bzg
- Wilden, Anthony; Hammer, Rhonda (1987), 《The rules are no game: the strategy of communication》, Routledge Kegan & Paul, ISBN 978-0-7100-9868-9
- Wise, Stephen (2002), 《GIS Basics》, CRC Press, ISBN 978-0-415-24651-4
- Wong, Samuel Shaw Ming (1997), 《Computational Methods in Physics and Engineering》, World Scientific, ISBN 978-981-02-3043-2